# El mundo fantástico de Richard Scarry
The Busy World of Richard Scarry (El Mundo fantástico de Richard Scarry en Hispanoamérica) es una serie de televisión infantil animada, producida por CINAR Animation y France Animation en asociación con Paramount Television, que se emitió de 1994 a 1996, primero en Showtime, más tarde en Nickelodeon en Latinoamérica es estrenado el 2 de julio del 2001 hasta el 26 de diciembre del 2003, y tuvo 65 episodios. La serie de televisión se basó en los libros del autor Richard Scarry.

## Reparto
- Bradley Pierce
- Peter Wildman
- Stephen Ouimette
- Catherine Disher
- Jayne Eastwood
- George Buza
- Sheila McCarthy
- Don Francks
- Denis Akiyama
- Jonathan Potts
- Stuart Stone
- Aron Tager
- Rob Tinkler
- Debra McGrath
- Norm Spencer
- Chris Wiggins
- Tony Daniels
- Linda Sorensen

## Episodios
| Temporadas | Temporadas | Episodios | Estreno original        | Estreno original        |
| Temporadas | Temporadas | Episodios | Estreno de la temporada | Final de la temporada   |
| ---------- | ---------- | --------- | ----------------------- | ----------------------- |
|            | 1          | 13        | 9 de marzo de 1994      | 29 de mayo de 1994      |
|            | 2          | 13        | 1 de marzo de 1995      | 29 de mayo de 1995      |
|            | 3          | 13        | 31 de mayo de 1995      | 23 de agosto de 1995    |
|            | 4          | 13        | 30 de agosto de 1995    | 22 de noviembre de 1995 |
|            | 5          | 13        | 5 de enero de 1996      | 29 de marzo de 1996     |

## Música
La mayor parte de la música fue escrita por dos compositores. El tema principal fue escrito por Sara Zahn y compuesto por Milan Kymlicka, mientras que el guion bajo fue compuesto y dirigido por Laurent Petitgirard y Steve Wener. Varios otros compositores contribuyeron a varios cortometrajes educativos de la serie.